# Ernst von Malorties Grabmal

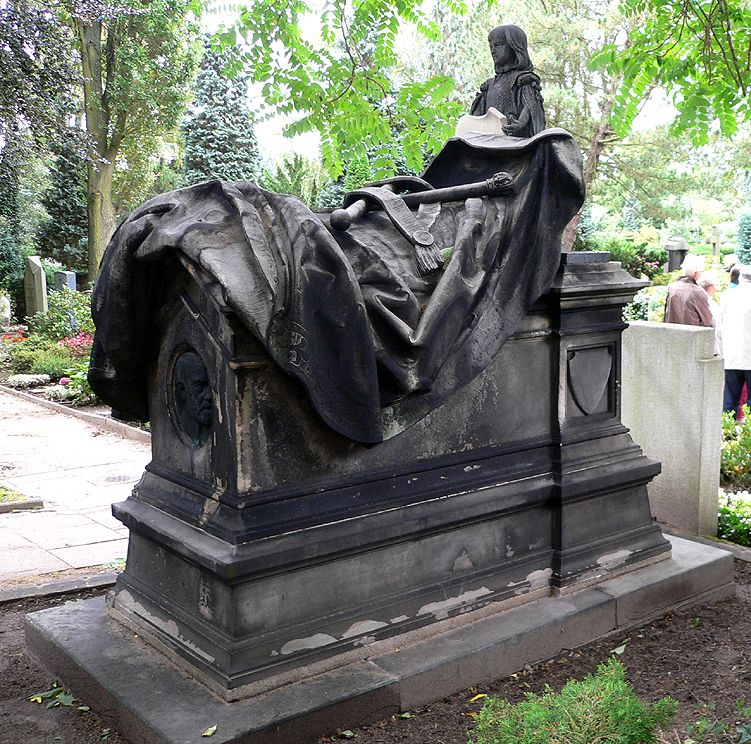
Das Grabmal mit einem der beiden Pagen von Carl Dopmeyer und dem Porträt-Relief Malorties auf dem Herrenhäuser Friedhof

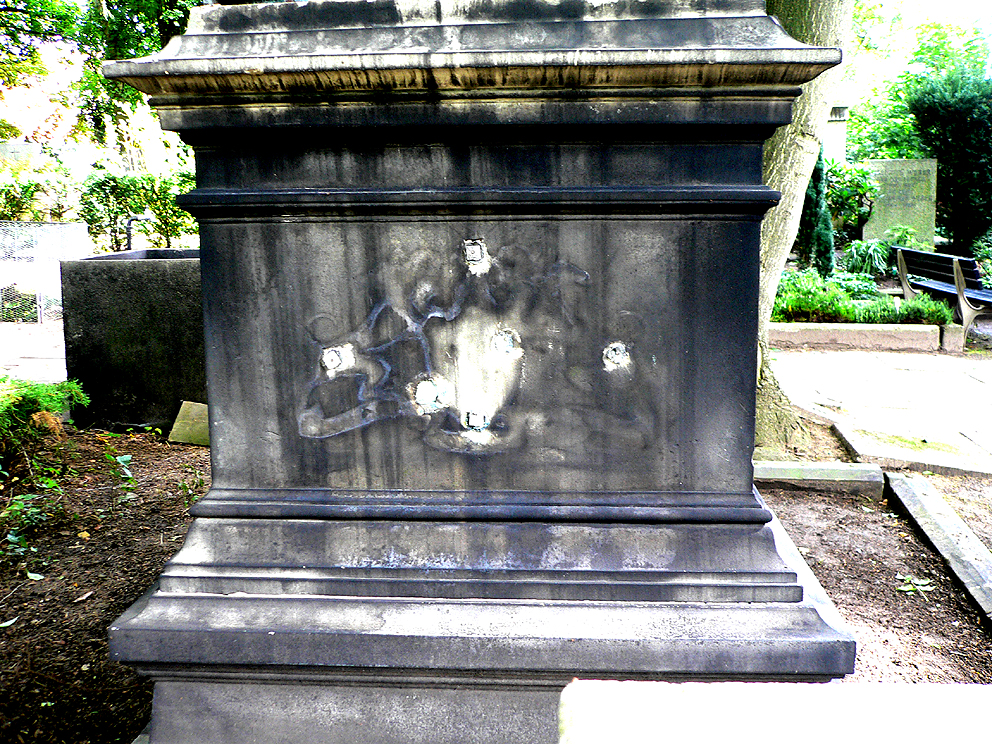
Abdruck des demontierten Wappens

Ernst von Malorties Grabmal in Hannover ist eine Arbeit des Bildhauers Carl Dopmeyer aus dem Jahr 1886. Standort des denkmalgeschützten Grabmals für den Oberhofmarschall und letzten leitenden Minister des Königreichs Hannover, Oberhofmarschall Ernst von Malortie, ist der Herrenhäuser Friedhof in der Kiepertstraße in Hannover-Herrenhausen.

## Geschichte

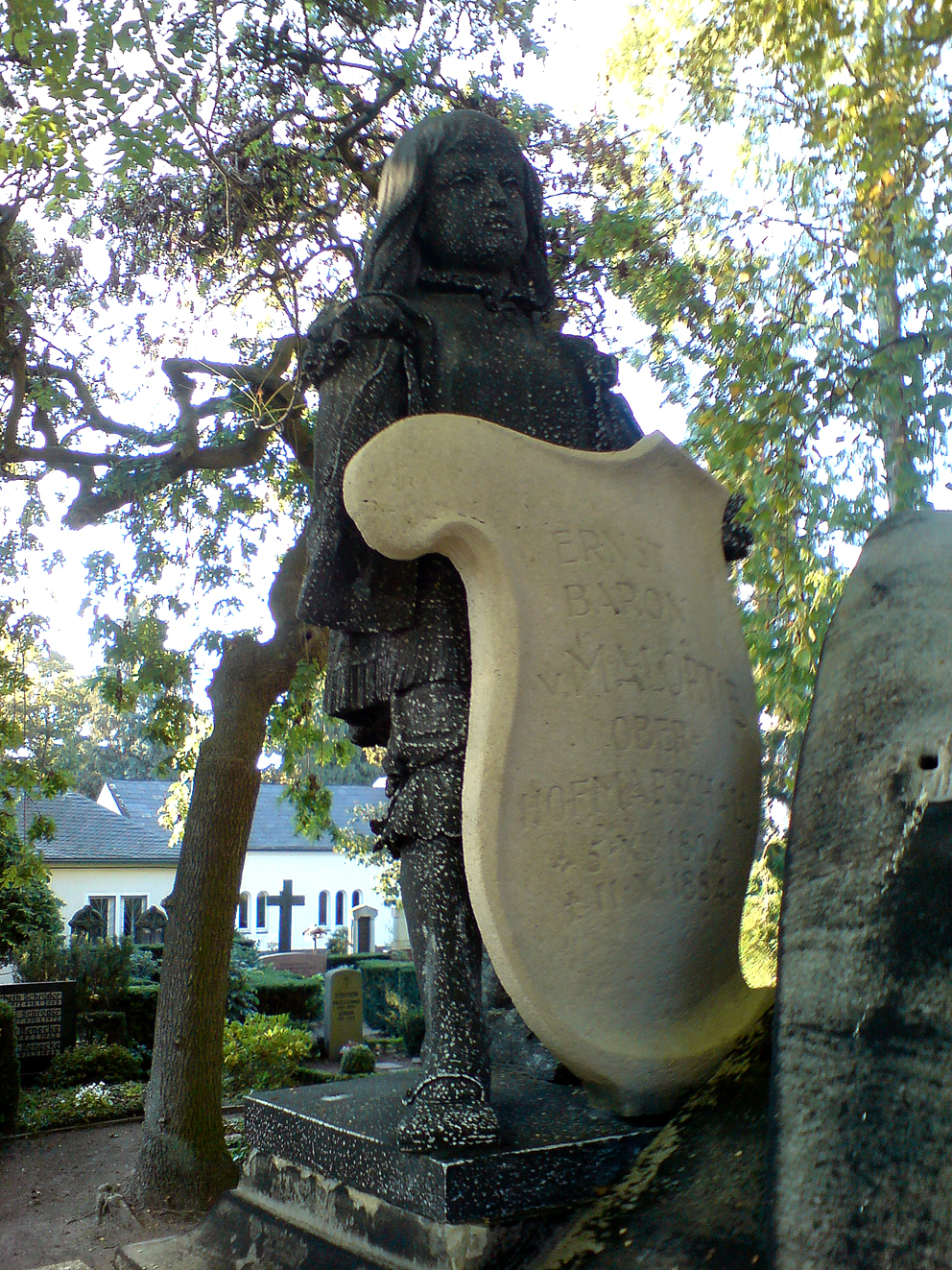
Einer der Pagen mit der – falsch beschrifteten – Grabtafel

Der Bildhauer Carl Dopmeyer war mit den Arbeiten für das Grabmal Malorties, an dem der Oberhofmarschall maßgeblich beteiligt war teilweise schon 1886 fortgeschritten, ein Jahr vor dem Tod des am 11. Oktober 1887 verstorbenen Ministers. Dies zeigt die – falschgeschriebene – Inschrift „C. DOPPMEYER 1886 FEC“ (doppeltes „P“) am Piedestal einer der beiden Pagenfiguren.
Das Grabmal wurde aus einem tonnenschweren Sandsteinblock gefertigt, an dessen Fußende ein Relief-Medaillon mit dem Porträt des Barons von Malortie eingearbeitet wurde. Ursprünglich war das Grab mit einem eisernen Gitterzaun eingefriedet, der später jedoch von dem Sandsteinsockel entfernt wurde.
Um den 20. August 1995 wurde eine der beiden Pagenfiguren gestohlen. Der Diebstahl, bei dem auch ein an der Rückseite des Grabmals montiertes Wappen abgebrochen wurde, wurde umgehend dem Polizeirevier in Stöcken gemeldet, die das zuständige Landeskriminalamt informierte, wie eine Aktennotiz aus der Zeit belegt.
Die verbliebene Pagenfigur des restaurierungsbedürftigen Denkmals erhielt bereits eine neue Grabtafel aus Sandstein mit den Lebensdaten des Verstorbenen. Skurril: Bei der Inschrift mit dem Namen von „Ernst Baron v. Malortie Oberhofmarschall“ ist es erneut zu Fehlern gekommen: Als Geburtsdatum wird der „5.“ anstelle des 15. Oktober 1804 angegeben, als Todesdatum das Jahr 1884 anstelle von 1887.

## Sanierung des Grabmals 2012

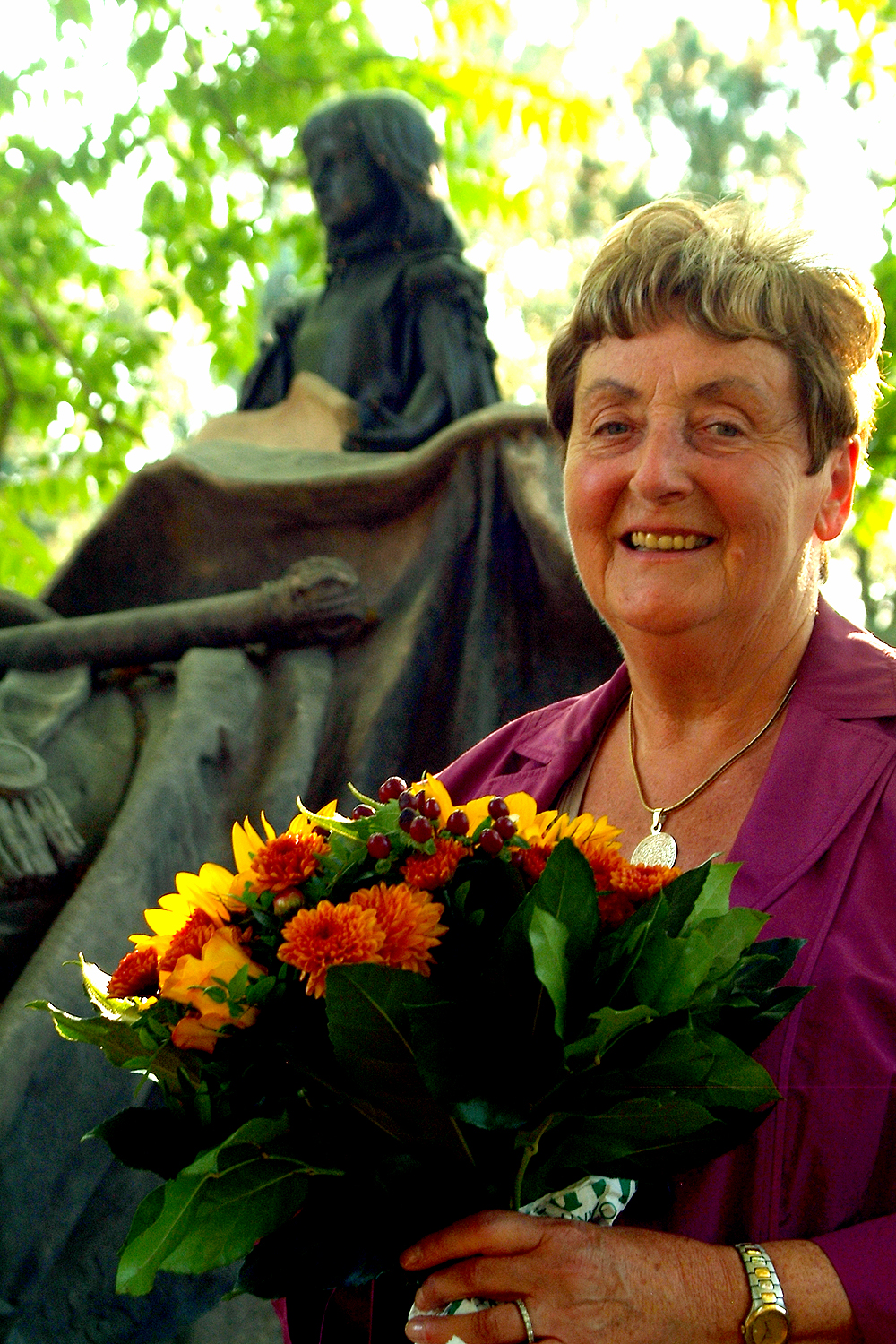
Gitta Kirchhefer, Initiatorin der Sanierung des Grabmals und Autorin der Friedhofs-Broschüre

Im Jahr 2012 wurde das Grabmal auf Initiative von Gitta Kirchhefer restauriert. Die Arbeiten wurden unter anderem durch Fördermittel der Klosterkammer Hannover finanziert. Während der Feierlichkeiten zur Präsentation der restaurierten Grabstätte am 16. September 2012 erschien auch ihr „... Spaziergang über den Herrenhäuser Friedhof“.

## Literatur

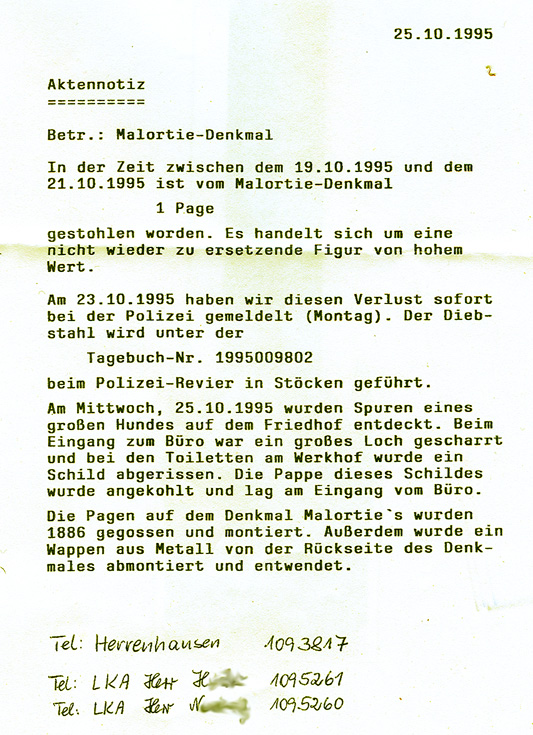
Aktennotiz zum Diebstahl vom Oktober 1995, Tagebuch-Nummer 1995009802